# آمونیوم هگزافلوئوروآلومینات
آمونیوم هگزافلوئوروآلومینات (به انگلیسی: Ammonium hexafluoroaluminate) با فرمول شیمیایی (NH۴)۳AlF۶ یک ترکیب شیمیایی است. که جرم مولی آن ۱۹۵٫۰۹ g/mol می‌باشد. شکل ظاهری این ترکیب، پودر بلورین سفید است.